# Egon Mahnkopf
Egon Mahnkopf (* 11. Juli 1929 in Friesack; † 29. September 2012 in Berlin) war ein deutscher Architekt.

## Leben
Wie der spätere Chefarchitekt des Palastes der Republik, Heinz Graffunder, begann Mahnkopf 1949 sein Studium an den „Vereinigten Bauschulen von Berlin“ (in Berlin-Neukölln), das er 1952 abschloss. Im gleichen Jahr begann Mahnkopf beim „Industrie-Entwurf Berlin“ (IEB) zu arbeiten. Das „Volkseigene Projektierungsbüro“, 1950 gegründet, hatte sich schnell zu einem Großunternehmen entwickelt. Geleitet von dem Bauhaus-Absolventen Waldemar Alder, sorgten in zahlreichen Zweigstellen Architekten und Ingenieure für die Entwürfe zu den meisten Industriebauten der DDR. 
Zu den ersten größeren Projekten, die Mahnkopf (mit Horst Stelzer und Hans Kagelmann) als Hauptarchitekt
bis 1962 realisieren konnte, gehörte das „Institut für elektrische Hochleistungstechnik“ in Berlin-Friedrichsfelde, das einen ganzen Gebäudekomplex südöstlich der Kreuzung Landsberger Allee / Rhinstraße umfasst (heute durch das Bürohochhaus „Pyramide“ teilweise verdeckt). Während seiner Zeit im „Zentralen Projektierungsbüro für Lebensmittelindustrie“ entwarf Egon Mahnkopf (mit Kurt Schüler) zwei Weißzuckersilos für die Zuckerfabrik Brottewitz bei Mühlberg an der Elbe (1959/1960 und 1966/1967 gebaut). 
Von 1965 an entstanden eine Reihe von Projekten und Bauten, die den Architekten auf einem Höhepunkt seiner Schaffenskraft zeigen. So die 1965/1966 teilweise ausgeführte Wechselspannungsprüfanlage in Kairo (Ägypten) (mit Horst Stelzer), die bekannte Filterhalle des Wasserwerks Berlin-Johannisthal (1965/1967, mit Horst Stelzer), das Fernsehkolbenwerk Friedrichshain-Tschernitz (1982/1984) zwischen Döbern und Bad Muskau, für das Mahnkopf und seine Kollegen Jochen Jentsch, Günter Laur, Michael Porep, Hans-Joachim Riebe und Klaus Thimm zum „Tag des Bauarbeiters“ 1986 den Architekturpreis der DDR erhielten, sowie 1994 das Heizkraftwerk Potsdam-Süd. 
Mahnkopf lebte seit 1949 in Berlin.

## Bauten (Auswahl)

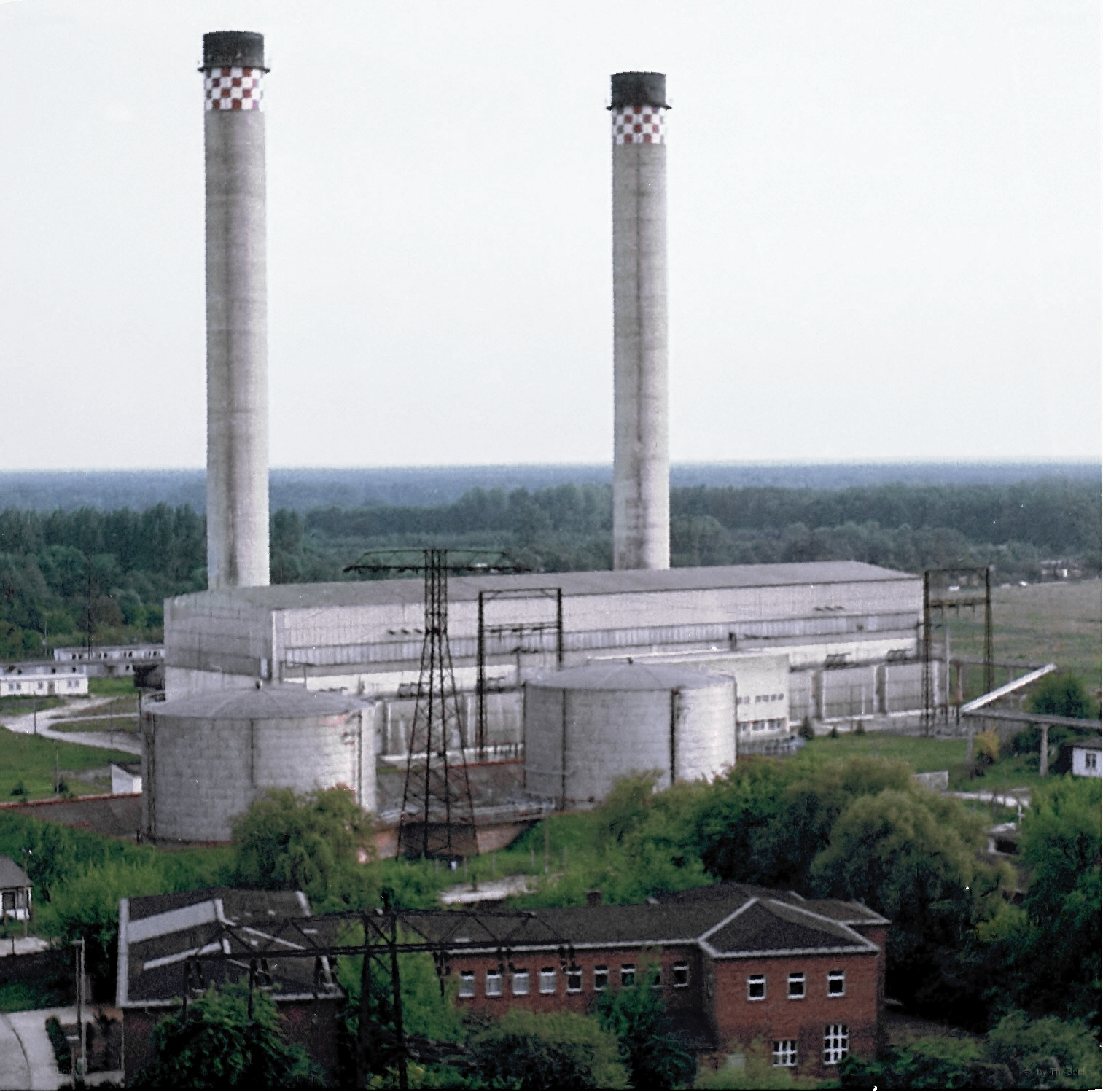
Gasturbinenkraftwerk Vockerode

- Filterhalle des Wasserwerks Berlin-Johannisthal
- Fernsehkolbenwerk Friedrichshain / Tschernitz
- Umspannwerk Thaerstraße, Berlin-Friedrichshain
- Industriekraftwerk des Betriebes Kali-Chemie, Berlin-Niederschöneweide (1961/1963)
- Faulbehältergruppe des Klärwerks Berlin-Nordost, Falkenberg (1965)
- Präzisionsschmiede in Berlin-Niederschönhausen (Planung 1964 mit Erich Henke, Ausführung 1965/1967)
- fünf Weizenmühlen in Syrien (1967/1969)
- Gasturbinen-Spitzenlastkraftwerk Vockerode
- Rekonstruktion und Erweiterung des Heizkraftwerks Klingenberg, Berlin-Rummelsburg (1986 mit Günther Ulbricht und Lothar Arzt)
- Bergbau- und (Erz-) Aufbereitungskombinat (BAK) Kriwoi Rog (1988/1990) (mit Horst Stelzer und Holger Rettschlag)
- Heizkraftwerk Potsdam-Süd (1994)